# RS Puppis
RS Puppis (RS Pup) è una stella variabile situata nella costellazione della Poppa. Si tratta di una supergigante gialla e variabile cefeide distante all'incirca 6500 anni luce dal sistema solare.

## Osservazione
Si tratta di una stella situata nell'emisfero celeste australe. La sua posizione moderatamente australe fa sì che questa stella sia osservabile specialmente dall'emisfero sud, in cui si mostra alta nel cielo nella fascia temperata; dall'emisfero boreale la sua osservazione risulta invece più penalizzata, specialmente al di fuori della sua fascia tropicale. Avendo una magnitudine massima di +6,52, non è osservabile ad occhio nudo; per poterla scorgere è sufficiente comunque anche un binocolo o un piccolo telescopio.
Il periodo migliore per la sua osservazione nel cielo serale ricade nei mesi compresi fra dicembre e maggio; nell'emisfero sud è visibile anche all'inizio dell'inverno, grazie alla declinazione australe della stella, mentre nell'emisfero nord può essere osservata limitatamente durante i mesi della tarda estate boreale.

## Caratteristiche fisiche
RS Puppis è una supergigante gialla di classe spettrale F8Iab avente una massa una decina di volte quella solare e un raggio che può raggiungere le 198 volte quello solare. Il raggio e la luminosità della stella cambiano perché è una variabile cefeide: la sua luminosità infatti varia da magnitudine 6,52 a magnitudine 7,67 in un periodo di 41,4 giorni.
Appare circondata da una nebulosa e questo ha permesso a un gruppo di astronomi dell'ESO di stimare la distanza della stella in 6500 anni luce, con un margine d'errore solamente dell'1%. Dato che la luminosità di una cefeide oscilla, si è misurata la curva di luce della nebulosa, che è simile a quella della stella che la illumina, ma è spostata nel tempo. Questo piccolo intervallo, chiamato eco luminosa, permette di stabilire la distanza tra la stella e un punto definito della nebulosa, e conosciuta questa, è poi possibile risalire alla distanza tramite calcoli di trigonometria.